# Elisa Ramírez Castañeda
Elisa Ramírez Castañeda (Ciudad de México, 17 de abril de 1947) es una poeta, narradora, traductora y socióloga mexicana. En 1984 fue ganadora del Premio Alfonso X de Traducción Literaria.

## Biografía
Estudió sociología en la Facultad de Ciencias Políticas y Sociales de la UNAM. Entre 1972 y 1979 fue fundadora y presidente del Patronato de la Casa de la Cultura del Istmo en Juchitán, Oaxaca, colaboró activamente en la formación de colecciones, exposiciones, cursos, talleres, investigación y actividades de difusión. Entre 1980 y 1984 fue coordinadora del proyecto editorial Tradición Oral Indígena de la Dirección de Educación Indígena y la Dirección de Publicaciones de la Secretaría de Educación Pública. Entre 1989 y 1994 fue coordinadora de las colecciones de poesía y bilingüe de Ediciones Toledo. Fue becaria del Fideicomiso para la Cultura de la Fundación Cultural Bancomer, Rockefeller Foundation, FONCA para traducción en 1993. Entre 1996 y 2000 fungió como coordinadora del Proyecto Catálogo Razonado de Francisco Toledo con el INBA. En 1997 colabora y realiza la investigación documental para la exposición Tras una taza de café, en el Museo de Culturas Populares. En 2002 fue Jurado del Premio Netzahualcóyotl de Escritores en Lenguas Indígenas. Actualmente se desempeña como jefa de redacción de El Comején, Boletín Interbibliotecario del estado de Oaxaca. Ha sido colaboradora de Tiempo de Niños y traductora de Anne Sexton, Mark Strand y Jack London.

## Obra
Biografía
Cuando yo sea grande, biografías imaginarias, UNAM/DGP/Conaculta, 1997.
Poesía
- Palabras, Alfil, 1971.
- ¿Quieres que te lo cuente otra vez?, FCE, Letras Mexicanas, 1985.
- Una pasión me domina, Ediciones Toledo, 1990.
- También en San Juan hace aire, Conaculta, Práctica de Vuelo, 1999.

Varia invención
- Adivinanzas indígenas, Patria, 1984.
- Mitos, Pluralia (Literatura indígena mexicana), 2014.
- Héroes fundadores, Pluralia (Literatura indígena mexicana), 2014.

Antología
- Bestiario, Zürich, Argentum, 1987.
- El libro del café, INMECAFE/ SARH, 1988.
- Hojas de papel volando, Gob. del Edo. de Veracruz/Tiempo de Niños, 1991.
- Tradición oral indígena mexicana. México, D. F. : Pluralia, 2014. (4 vols.) v. 1. Mitos; v. 2. Héroes fundadores, reyes subterráneos y seres extraordinarios; v. 3. Cuentos de animales tramposos, ojos, compadres y otros pícaros; v. 4. Juan Oso, Blanca Flor y otros cuentos maravillosos de ultramar.[4]

Literatura infantil y juvenil
- Un jardín secreto, UNAM/DGP/Conaculta, Cantos y Cuentos, 1998.
- Mensajero del cuervo, Códice florentino, DGP/ Conaculta, 2001; SEP, Bibliotecas de Aula, 2003.
- Cuarto viernes en Chihuitán (zapoteco y español), Pluralia, 2003.
- Cuentos de animales, tramposos, flojos, compadres y otros pícaros, Pluralia, (Literatura indígena mexicana), 2014.
- Juan oso, Blanca flor y otros cuentos, Pluralia (Literatura indígena mexicana), 2014.[3]